# Doddahalli Kaval, Holenarsipur
Doddahalli Kaval là một làng thuộc tehsil Hole Narsipur, huyện Hassan, bang Karnataka, Ấn Độ.